# Лакси (район Бангкока)
Лакси (тайск. หลักสี่) один из пятидесяти кхетов (округов) Бангкока, столицы Таиланда.
Округ расположен в северной части столицы. Лакси граничит (с севера по часовой стрелке) с округами Донмыанг, Бангкхен, Чатучак и районами провинции Нонтхабури — Мыанг Нонтхабури и Паккрет.

## История
Название района Лак Си переводится как четвертый дорожный столб. Именно в этом месте находился четвёртый столб на канале Клонг Премпрачакхон (тайск. คลองเปรมประชากร), который во времена правления короля Чулалонгкорна связывал Бангкок с его летней резиденцией Бангпаин в провинции Аюттхая.
Первоначально территория района входила в состав района Бангкхен. В 1989 году территория перешла к более населённому району Донмыанг. 14 октября 1997 года Министерство Внутренних Дел объявило о создании нового района Лакси, который был выделен из района Донмыанг.

## Административное деление
Район состоит из двух подрайонов (кхвенгов)
| Кхваенг        | Англ.           | Тайск.     | Площадь | Население (октябрь 2016) |
| -------------- | --------------- | ---------- | ------- | ------------------------ |
| Тхунг Сонгхонг | Thung Song Hong | ทุ่งสองห้อง   | 16.886  | 77,661                   |
| Талат Бангкхен | Talat Bang Khen | ตลาดบางเขน | 5.955   | 28,113                   |
|                |                 |            | 22.841  | 105,774                  |

## Места
- Храм Лакси (Wat Lak Si) — единственный королевский храм в районе Лакси. Построен в 1878 году[2].
- Святилище Син Сун Туа (тайск. โรงเจซินซุ่นตั๋ว), построенное во времена Чулалонгкорна[3].
- Кукольный дом Baan Tookkatoon Hoonkrabok[4].
- Правительственный комплекс Ченг Ваттхана
- Конституционный суд Таиланда
- Научно-исследовательский институт Чулапхон[англ.]
- Университет Тхуракит Бантхит (Dhurakij Pundit University)[англ.]

## Галерея

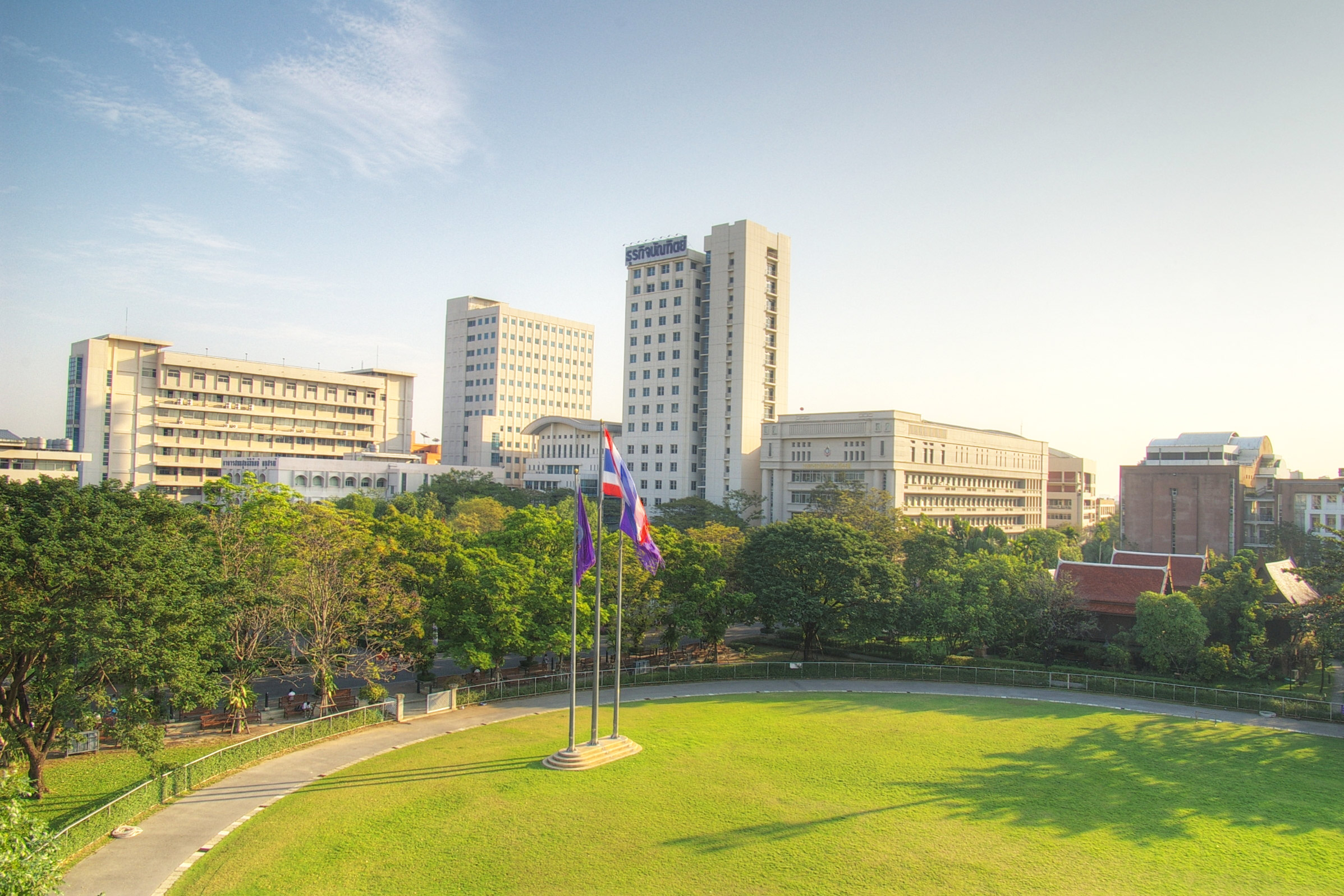
Университет Бизнеса (Dhurakij Pundit University)
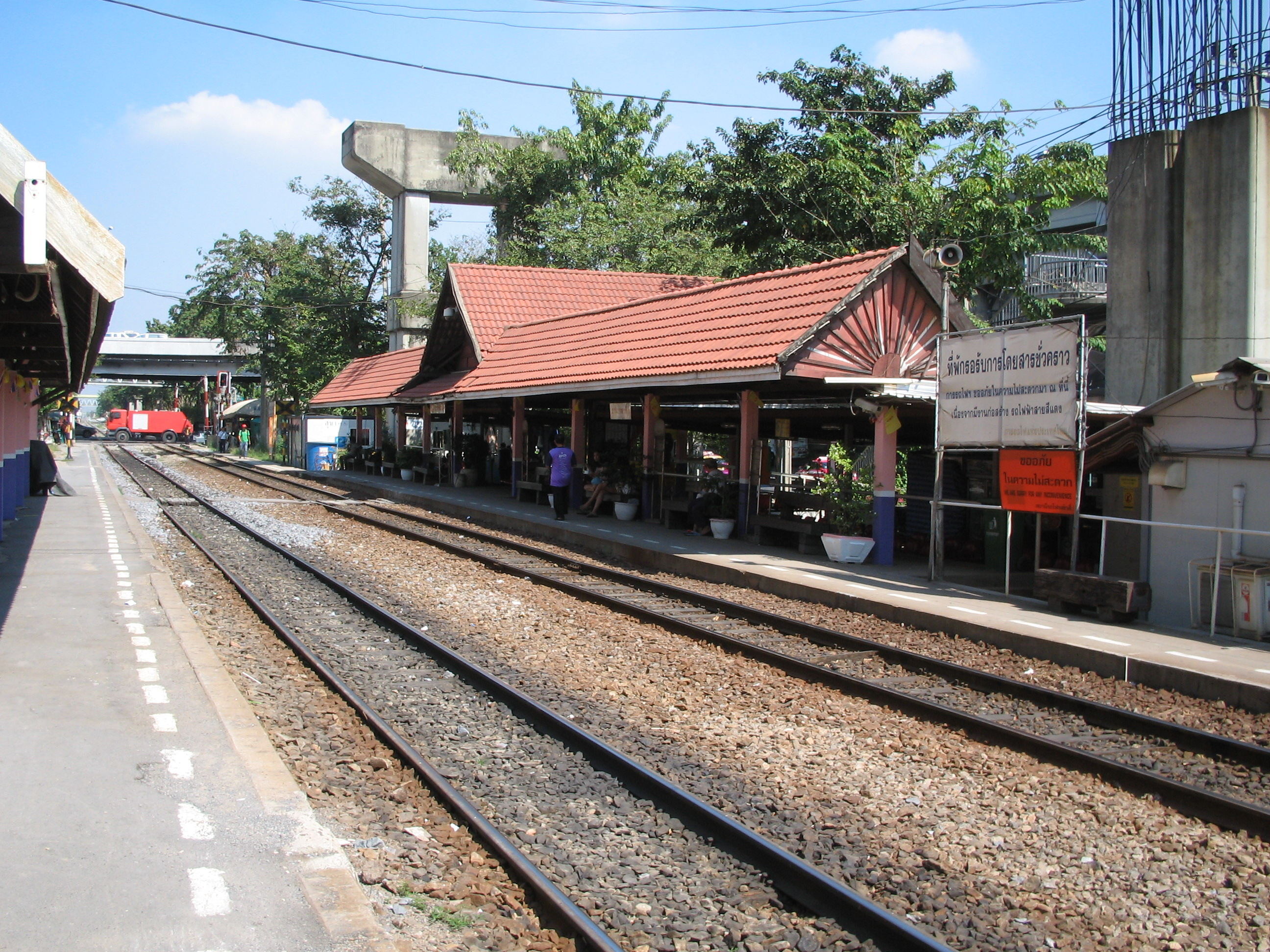
Железнодорожная станция Лакси
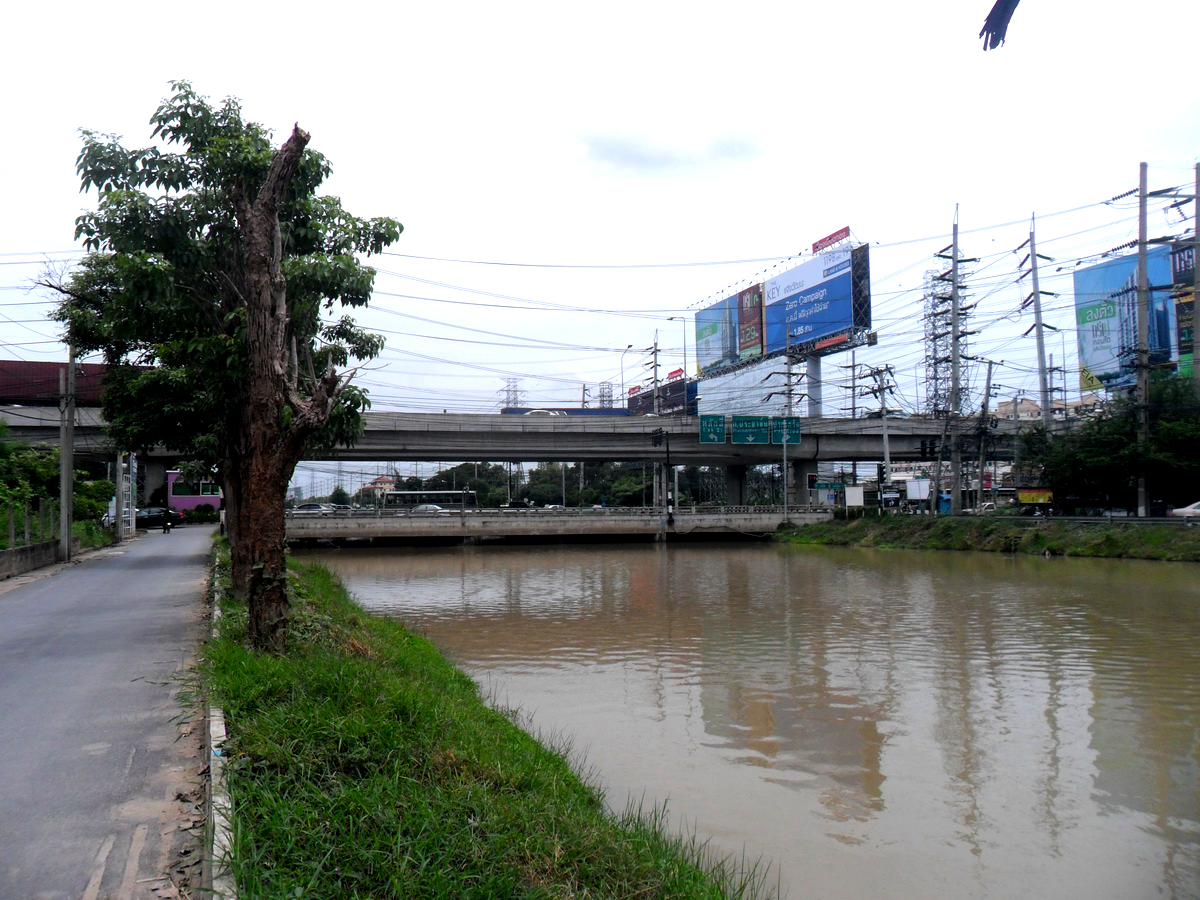
Канал Прапа. Граница с Нонтхабури
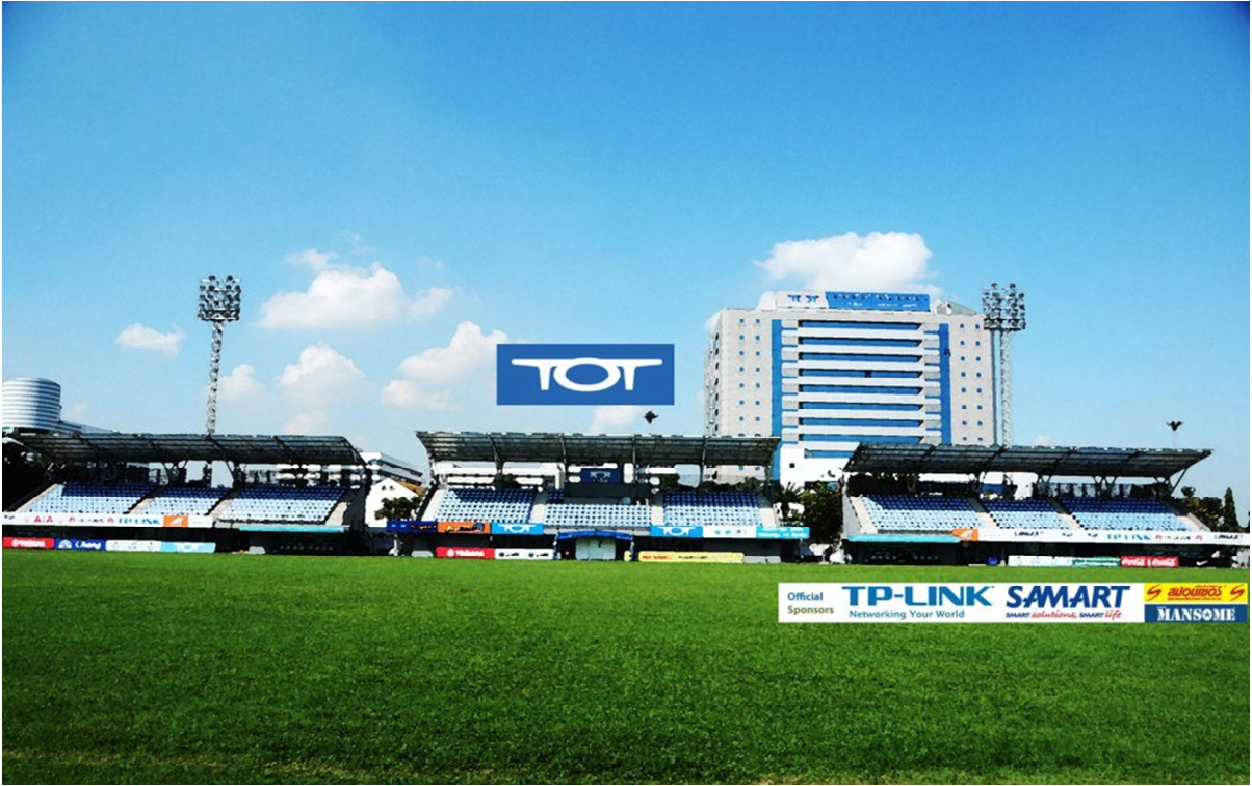
Стадион TOT Chaeng Watthana